# Ubuntu Mobile
Ubuntu Mobile Internet Device Edition, in breve Ubuntu Mobile è stata una distribuzione Ubuntu pianificata per essere eseguita su piattaforme Intel portatili che saranno computer x86 portatili basate sul processore Atom,    
con Hildon di GNOME come Interfaccia grafica.
A giugno 2008 è stata pubblicata Ubuntu MID 8.4 mentre la 9.10 Alpha 6 (final release) del 17 settembre 2009 è stata l'ultima pubblicata; il progetto è, ad ora, chiuso.
Ubuntu Mobile è stata assorbita e confluita nella distribuzione principale di Ubuntu.

## Caratteristiche
Secondo Canonical Ltd si prefiggeva una forte esperienza Web 2.0, quindi: email, browser, videocamera, Voip, messaggistica istantanea, GPS, blog, tv digitale, giochi, contatti, calendario e appuntamenti.
Ubuntu Mobile fu pensata per essere utilizzabile tramite interfaccia tattile.

## Ubuntu Netbook Edition
Ubuntu Netbook Edition è stato un sistema operativo basato su Ubuntu Mobile e progettato specificatamente per i portatili.